# Sylvain Maillols
Sylvain Maillols, né le 16 décembre 1901 à Corbère (Pyrénées-Orientales) et mort le 20 janvier 1988, est un homme politique français.

## Détail des fonctions et des mandats
Mandats locaux
- Maire de Corbère
- 1951 - 1976 : Conseiller général du canton de Millas

Mandat parlementaire
- 20 février 1981 - 2 octobre 1983 : Sénateur des Pyrénées-Orientales